# Agatángelo Soler
Agatángelo Soler Llorca (Alicante, 1 de julio de 1918-Alicante, 30 de julio de 1995) fue un político y farmacéutico español. Desempeñó la alcaldía de Alicante entre 1954 y 1963, y fue, además, procurador en las Cortes franquistas.

## Biografía
Nació en Alicante el 1 de julio de 1918. Farmacéutico de profesión, poseía una farmacia en la plaza de San Cristóbal.
En 1933 fue vocal de la Federación de Estudiantes Católicos en Alicante. Miembro inicial de las Juntas de Ofensiva Nacional-Sindicalista (JONS), con posteriodad se afilió a la Falange. Tras el estallido de la Guerra civil fue detenido y acusado de alta traición, si bien sería absuelto en 1937. Al parecer realizó diversas actividades quintacolumnistas. Posteriormente sería enviado como sanitario del Ejército republicano al frente de Extremadura, donde se pasó a la zona sublevada.
Durante la Segunda Guerra Mundial fue miembro de la División Azul, combatiendo en el frente ruso.
Concejal del Ayuntamiento de Alicante desde 1949, sería nombrado alcalde en 1954. También desempeñó el puesto de procurador en las Cortes franquistas. Durante su mandato se llevaron a cabo importantes obras en la ciudad, como la construcción de la Explanada de España (referente icónico de la ciudad) así como la modernización del aeródromo de Rabasa. Sin embargo, debido a sus convicciones falangistas mantuvo varios conflictos por la pujante preponderancia del Opus Dei en el régimen. Dimitió en 1963, siendo sucedido por Fernando Flores Arroyo.
Entre 1967 y 1971 formaría parte del Consejo Nacional del Movimiento, así como procurador en las Cortes. En 1969 fue uno de los pocos procuradores que votaron en contra de la designación de Juan Carlos de Borbón como sucesor de Franco.
Miembro de la Hermandad Nacional de la División Azul, que de hecho tenía una fuerte implantación en Alicante, Agatángelo Soler fue una de sus principales fuentes de subvenciones. También sería miembro de la Asociación Defensora de los Intereses de Alicante, creada en 1978. Retirado de la vida pública, falleció en Alicante en 1995.

## Familia
Fue tío de Luis Díaz Alperi, que sería alcalde de Alicante entre 1995 y 2008. Y su hijo es el profesor de prehistoria de la Universidad de Alicante y director del MARQ, Jorge Agatángelo Soler Díaz.